# Lista över avsnitt av Highlander
Det här är en lista över alla avsnitt av TV-serien Highlander från 1992-1998.
| Nr | Säsong Ett               | Säsong Två                 | Säsong Tre                 | Säsong Fyra               | Säsong Fem                       | Säsong Sex            |
| -- | ------------------------ | -------------------------- | -------------------------- | ------------------------- | -------------------------------- | --------------------- |
| 1  | "The Gathering"          | "The Watchers"             | " The Samurai"             | " Homeland"               | "Prophecy"                       | "Avatar"              |
| 2  | "Family Tree"            | "Studies in Light"         | "Line of Fire"             | "Brothers in Arms"        | "The End of Innocence"           | "Armageddon"          |
| 3  | "The Road Not Taken"     | "Turnabout"                | "The Revolutionary"        | "The Innocent"            | "Manhunt"                        | "Sins of the Father"  |
| 4  | "Innocent Man"           | "The Darkness"             | "The Cross of St. Antoine" | "Leader of the Pack"      | "Glory Days"                     | "Diplomatic Immunity" |
| 5  | "Free Fall"              | "Eye For An Eye"           | "Rite of Passage"          | "Double Eagle"            | "Dramatic License"               | "Patient Number 7"    |
| 6  | "Bad Day in Building A"  | "The Zone"                 | "Courage"                  | "Reunion"                 | "Money No Object"                | "Black Tower"         |
| 7  | "Mountain Men"           | "The Return of Amanda"     | "The Lamb"                 | "The Colonel"             | "Haunted"                        | "Unusual Suspects"    |
| 8  | "Deadly Medicine"        | "Revenge of the Sword"     | "Obsession"                | "Reluctant Heroes"        | "Little Tin God"                 | "Justice"             |
| 9  | "The Sea Witch"          | "Run For Your Life"        | "Shadows"                  | "The Wrath of Kali"       | "The Messenger"                  | "Deadly Exposure"     |
| 10 | "Revenge is Sweet"       | "Epitaph for Tommy"        | "Blackmail"                | "Chivalry"                | "The Valkyrie"                   | "Two of Hearts"       |
| 11 | "See No Evil"            | "The Fighter"              | "Vendetta"                 | "Timeless"                | "Comes a Horseman"               | "Indiscretions"       |
| 12 | "Eyewitness"             | "Under Color of Authority" | "They Also Serve"          | "The Blitz"               | "Revelation 6:8"                 | "To Be"               |
| 13 | "Band of Brothers"       | "Bless the Child"          | "Blind Faith"              | "Something Wicked"        | "The Ransom of Richard Redstone" | "Not To Be"           |
| 14 | "For Evil's Sake"        | "Unholy Alliance"          | "Song of the Executioner"  | "Deliverance"             | "Duende"                         | N/A                   |
| 15 | "For Tomorrow We Die"    | "Unholy Alliance Part Two" | "Star-Crossed"             | "Promises"                | "The Stone of Scone"             | N/A                   |
| 16 | "The Beast Below"        | "The Vampire"              | "Methos"                   | "Gift"                    | "Forgive Us Our Trespasses"      | N/A                   |
| 17 | "Saving Grace"           | "Warmonger"                | "Take Back the Night"      | "Immortal Cimoli"         | "Modern Prometheus"              | N/A                   |
| 18 | "The Lady and the Tiger" | "Pharaoh's Daughter"       | "Testimony"                | "Through A Glass, Darkly" | " Archangel"                     | N/A                   |
| 19 | "Eye of the Beholder"    | "Legacy"                   | "Mortal Sins"              | "Double Jeopardy"         | N/A                              | N/A                   |
| 20 | "Avenging Angel"         | "Prodigal Son"             | "Reasonable Doubt"         | "Death"                   | N/A                              | N/A                   |
| 21 | "Nowhere to Run"         | "Counterfeit"              | "Finale"                   | "Judgement Day"           | N/A                              | N/A                   |
| 22 | "The Hunters"            | "Counterfeit Part Two"     | "Finale Part 2"            | "One Minute to Midnight"  | N/A                              | N/A                   |

### Fotnoter
1. ↑  ”Highlander” (på engelska). TV.Com. Arkiverad från originalet den 1 februari 2017. https://web.archive.org/web/20170201134652/http://www.tv.com/shows/highlander/. Läst 26 januari 2017.